# شاهدشهر
شاهدشهر یکی از شهرهای شهرستان شهریار در استان تهران است. این شهر با پیوستن سه روستای علی‌آباد درازه، درازه و شهسواری تشکیل شده است. این شهر هم‌چنین با معضل مهاجرت بی‌رویه و رشد بالای جمعیت روبروست.

## تاریخچه
علی آباد درازه، روستایی است جزء بخش شهریار شهرستان تهران واقع در ۱۰ هزارگزی جنوب علیشاه عوض . دارای ۲۲۹ تن سکنه . این ده در مسیر سیاه آب ، قلمستان زیادی دارد. (از فرهنگ جغرافیایی ایران ج 1). (لغت‌نامه دهخدا) -

### تاریخچه روستای درازه
درازه . [ دِ زَ ] (اِخ ) دهی است جزء بخش شهریار شهرستان تهران ، واقع در یکهزارگزی جنوب شهریار با ۲۲۷ تن سکنه . آب آن از قنات تأمین می‌شود و راه آن از طریق آدران ماشین رو است . (از فرهنگ جغرافیایی ایران ج 1). (لغت‌نامه دهخدا)